# Музей детства (Лондон)
Музей детства в Лондоне (англ. V&A Museum of Childhood) является филиалом Музея Виктории и Альберта — всемирно известного британского музея декоративно-прикладного искусства. Музейная коллекция, которую составляют детские игрушки и игры, кукольная одежда, мебель, другие вещи, связанные с детством, охватывает период от XVI века и до наших времен. Музей ведёт активную просветительскую деятельность, ежемесячно принимает около 30 тысяч посетителей. Кроме того, здание, в котором размещается музей, является памятником архитектуры и охраняется законом.

## История

### Основание
В 1851 году в Лондоне прошла первая «Великая выставка изделий промышленности всех наций». Вдохновлённый её успехом, принц Альберт инициировал открытие в следующем году Музея изделий (англ. Museum of Manufactures), который должен был предоставить возможность доступа к произведениям искусства широкой общественности, повысить уровень образованности рабочих и стать источником вдохновения для британских дизайнеров и производителей. В 1857 году музей, значительно расширив свою экспозицию, изменил место расположения и в соответствии с этим название, став Музеем Южного Кенсингтона (англ. South Kensington Museum). Музей был очень популярным, в последующие годы ещё разросся, заняв дополнительные здания и помещения.
В 1864 году было решено, что аналогичные музеи должны быть в каждой части Лондона — на севере, востоке и юге. В конце концов, идею реализовали лишь в Ист-Энде — так появился Музей Бетнал-Грин (англ. Bethnal Green Museum) как филиал Музея Южного Кенсингтона. 24 июня 1872 года он был торжественно открыт принцем Уэльским Эдуардом. Само здание музея, в основе которого был стальной каркас, буквально перенесли: расположенное ранее Южном Кенсингтоне, его разобрали и снова собрали уже в Бетнал-Грин. Украшением сооружения, выложенного из красного кирпича, стали три фронтона, большие окна, мозаичные панно на северном и южном фасадах. Своими впечатляющими масштабами внутреннего пространства и размещения центрального нефа, окруженного проходами с галереями, изнутри здание напоминало собор. Этот музей стал очень популярным, за первый год его посетили около 1,5 миллиона человек. Коллекции дополнялись и расширялись, но чёткой специализации и цели, кроме как представления культурного наследия Великобритании в Ист-Энде, он не имел.
Со временем коллекции Музея Южного Кенсингтона были перераспределены, сам музей был реорганизован и получил специализацию (искусство и дизайн) и в 1899 году переименован в Музей Виктории и Альберта (англ. Victoria and Albert Museum или V&A Museum) — в честь королевы Виктории и её мужа, принца Альберта. Судьба Бетнал-Грин ещё некоторое время была неопределённой: королевская семья начала хранить здесь свои подарки, и из соображений безопасности во время Первой мировой войны музей вообще был закрыт (считалось, что в хранилище фонду будет безопаснее, чем в открытом доступе).

### 1922—1974

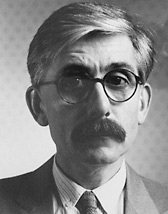
Рой Стронг, директор Музея Виктории и Альберта в 1973—1987 гг.

Процесс становления Музея детства начался в 1922 году. Недавно назначенный главный куратор Артур Сабин получил задачу реорганизовать Бетнал-Грин. В своё время он был поражён детской выставкой в Музее Виктории и Альберта 1915 года и решил в обновлённом музее представить коллекции, связанные исключительно с детством, организовав экспозицию так, чтобы она была доступной для посетителей младшего возраста. Картины повесили на более низком уровне, чем обычно, для школьников проводились отдельные лекции и экскурсии. В 1925 году в музее открылась классная комната для занятий, пригласили учителей. Заинтересовавшись музеем, свои игрушки ему передала Мария Текская (жена короля Георга V), а её примеру последовали и другие выдающиеся личности.
Вторая мировая война приостановила развитие Музея детства, до 1950 года здесь размещалась общественная столовая. Когда двери музея снова открылась, акцента на детях уже не было: среди других многочисленных объектов во внимание предлагалась лишь небольшая экспозиция на детскую тему. Но со временем интерес к ней возобновился, и эта часть коллекции стала очень популярной. Учитывая это, Рой Стронг, назначенный в 1973 году директором Музея Виктории и Альберта, инициировал ряд изменений, и в 1974-м состоялось повторное открытие Бетнал-Грин, уже в качестве Музея детства (англ. Bethnal Green Museum of Childhood).
В 1973 году здание Бетнал-Грин был занесён в перечень памятников архитектуры Англии как один из самых ранних сохранившихся примеров сооружения со сборным стальным каркасом. Таким образом, в частности, был построен и Хрустальный дворец, полностью уничтоженный пожаром 1936 года. Эта революционная технология, применение которой стало важной вехой в истории строительства, получив дальнейшее развитие, в конце XIX века была использована для строительства первых небоскрёбов.

### После 1974

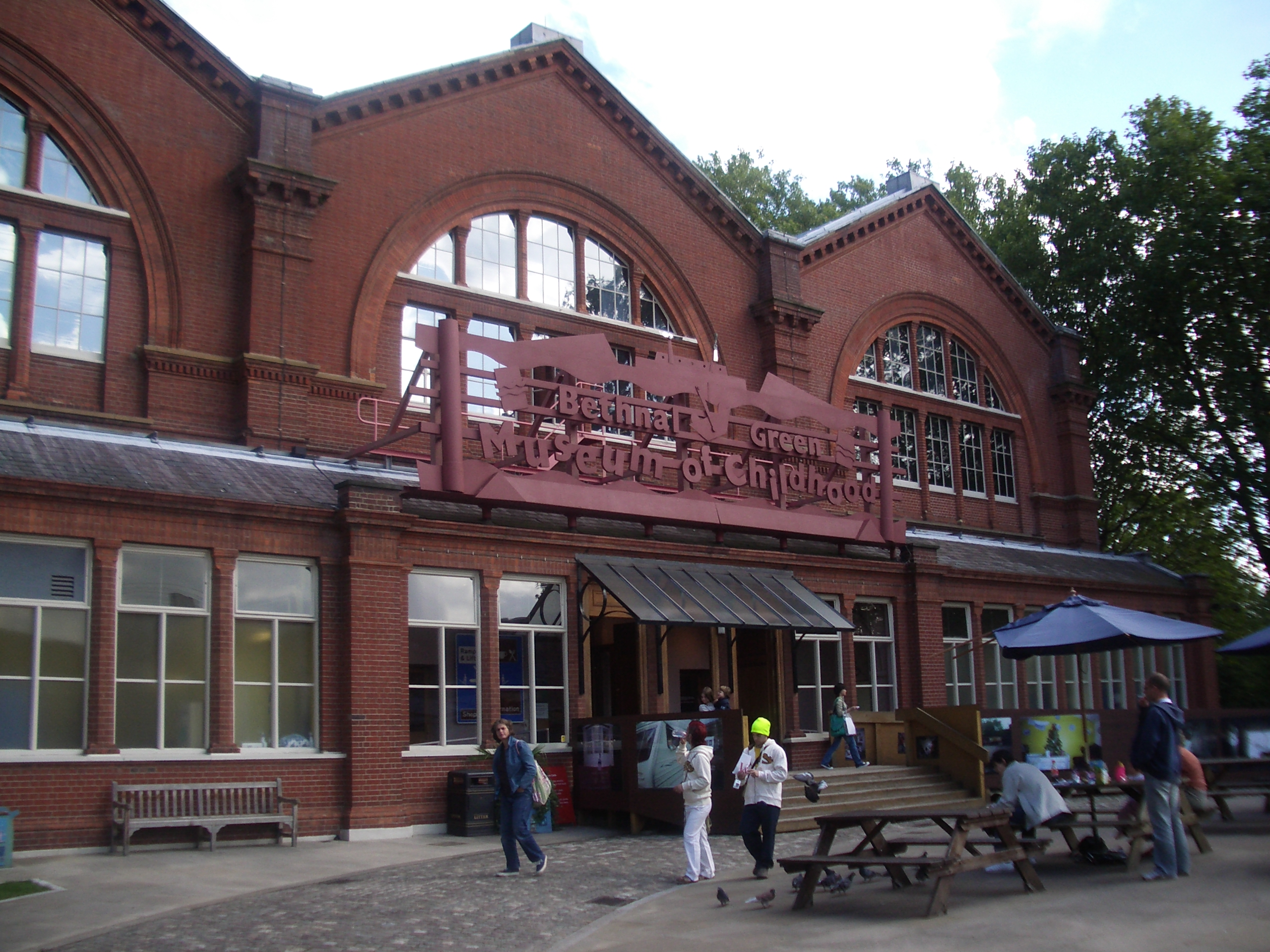
Внешний вид Музея детства до его реконструкции в 2006 году

Со временем, все коллекции, связанные с детством, которые были в Музее Виктории и Альберта в Южном Кенсингтоне, были переданы в Бетнал-Грин. И, наоборот, всё, что не касалось этой темы, из Музея детства переместилось в Южный Кенсингтон. Кроме того, фонд пополнялся за счёт приобретения игрушек у производителей, государственной поддержки и пожертвований от частных лиц. Музей имел целью быть не просто сборником детских коллекций, а стать заведением, в котором главные — дети. Поэтому, кроме собственно экспонатов, во внимание маленьких посетителей каждый день предлагались разнообразные занятия, лекции, игры, конкурсы, и т. д.
В новом тысячелетии была начата масштабная реконструкция музея, первая за всю историю его существования. Её выполнили в два этапа: в 2003 отремонтировали потолок, крышу, залы первого этажа и фойе, в 2006 обновили другие залы, внутренние коммуникации и служебные помещения, открыли новый центр обучения, изменили и достроили главный вход. Отныне Музей детства стал более современным, просторным и функциональным. За этот проект архитектурное бюро, которое выполняло работы, получило в 2007 году главную награду Королевского института британских архитекторов — «РИБА Эворд» (англ. RIBA Award). После реконструкции Музей детства открылся под новым названием: V&A Museum of Childhood.

## Фонд музея
Фонд Музея детства охватывает период от XVI века и до наших времён, насчитывая свыше 100 тыс. объектов, среди которых, кроме игрушек, также представлены предметы ухода за детьми, одежда, материалы для обучения, кукольные театры. В архивных коллекциях музея собрана документация по британской истории производства и дизайна игрушек, образования и детства в целом: каталоги, рекламные брошюры, технические чертежи, фотографии и плёнки, письма, газетные вырезки, школьные отчёты.
Коллекции музея
| - Конструкторы Представлены наборы для сборки моделей техники, домиков, человечков и многое другое, каждый из которых имеет свою историю. Выпуск «ЛЕГО» начался в 1932 году с деревянных моделей; наборы «Меккано» выпускаются с 1901 года и имеют электродвигатели; в первых наборах «Мистера Картофельная голова», который также является персонажем серии мультфильмов «История игрушек» были только пластмассовые глаза, уши, нос и рот, которые надо было присоединять к настоящей картофелине, чтобы получить человечка. - Одежда Среди более 6000 единиц одежды и аксессуаров для детей от рождения и до подросткового возраста имеются такие уникальные вещи, как платья для мальчиков (носили до 1920-х гг), детские пальто для траура, шляпы «Пудинг», платья лоскутного шитья, наборы для пеленания конца XVI века. - Куклы Эта коллекция является крупнейшей в Великобритании и насчитывает более 4000 кукол, изготовленных из самых разных материалов: дерево, ткань, керамика, воск, пластмасса, кости животных, сушёные фрукты, волосы. Значительное количество экспонатов своего времени было собственностью членов королевской семьи. - Кукольные дома и инвентарь В коллекции музея около 100 кукольных домов, макетов и магазинов, старейший из которых был изготовлен в 1673 году. Сначала они использовались как украшение интерьера, пособие для обучения девочек ведению хозяйства, и лишь начиная с XIX века стали игрушками для детей. - Ранние годы Собранные бутылки, горшки, пелёнки и другие предметы для ухода за малышами в первые годы их жизни, охватывающие период от 1700-х годов и до современности отражают изменения, произошедшие в моде, отношении к безопасности и гигиене за это время. - Мебель В коллекцию вошла декоративная (например, детский шкаф-гардероб в виде кукольного домика), практическая (стул-трансформер) и забавная мебель (стул, который может измерять вес ребёнка). Старейший предмет — детский высокий стул 1640 года. - Игры Более 3000 разнообразных настольных игр, головоломок, игр для улицы составляют одну из лучших коллекций в мире. Наиболее ценными считаются немецкая настольная игра 1535 года и карта-головоломка, которая использовалась для обучения географии детей короля Георга III. | - Обучение и развитие Коллекция включает игрушки для развития и подготовки ребёнка к обучению в школе, среди них — дидактические материалы Фридриха Фрёбеля, Марии Монтессори. - Механические игрушки Механические игрушки получили широкое распространение с XIX века. В собрание музея вошли работы на батарейках, машинки с ключиком, йо-йо, слинки и т. д. - Оптические игрушки Коллекция содержит волшебные фонари, зоотроп, игровые консоли «Нинтэндо» и «Сега», популярная среди детей и взрослых. - Живопись Богатое собрание картин демонстрирует, как в течение четырёх последних веков менялись костюмы, игры и процесс обучения, а также в целом отношение к детям и детства. - Кукольные театры и марионетки Представленные детские кукольные театры дополняют марионетки со всего мира: индонезийские куклы Ваянг, английские Панч и Джуди, японские фигурки Бунраку. В коллекцию также вошли популярные куклы-персонажи телевизионных шоу. - Игрушечные фигурки Коллекцию музея из более 1000 объектов составили металлические, деревянные, бумажные, пластмассовые фигурки солдатиков и гражданских, а также герои Хи-Мен, Звёздных войн, Гарри Поттера. - Плюшевые мишки и мягкие игрушки Среди наиболее известных представителей коллекции есть мишка, одетый наподобие королевы Виктории в трауре; мишка Томми, которому его владелец ежегодно посылал в музей поздравительные открытки ко дню рождения; слоник Пампе, который имеет в своем гардеробе костюм моряка с медными пуговицами, килт и зелёный бархатный пиджак. - Транспорт К транспортных средствам коллекции относятся игрушечные аналоги «Хогвартс-Экспресса», «Астон Мартин» Джеймса Бонда, «Синяя птица» Малколма Кэмпбелла. |

## Экспозиция

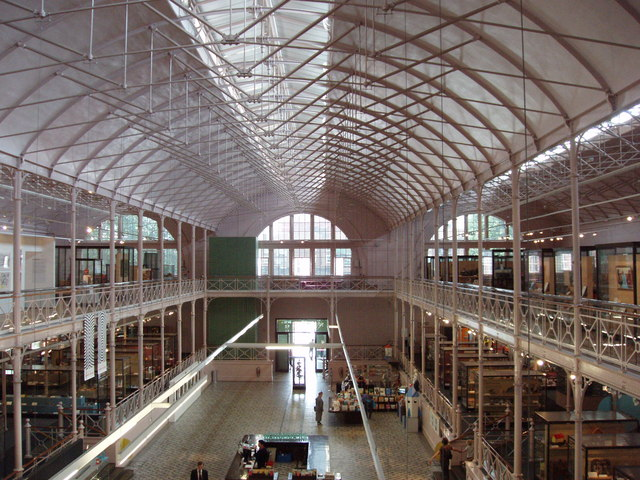
Экспозиционное пространство Музея детства

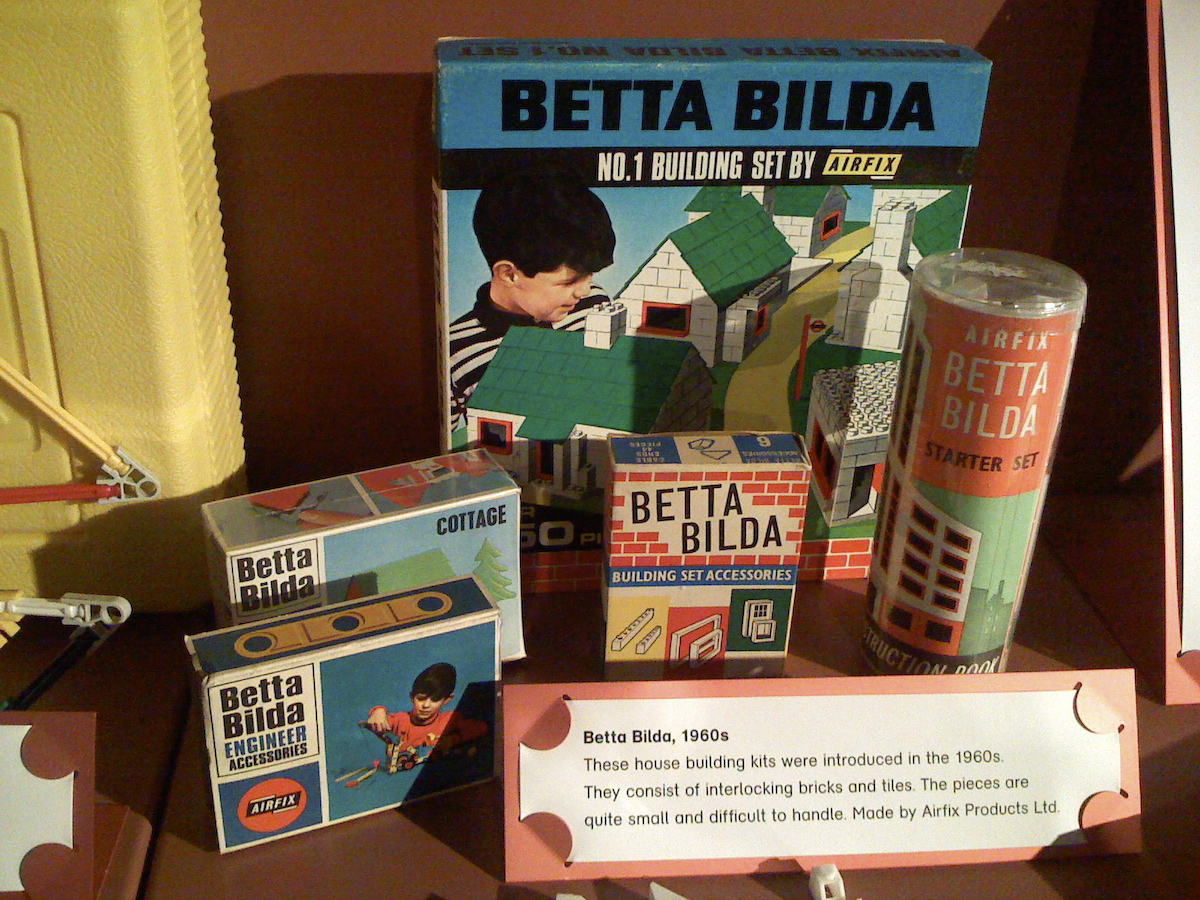
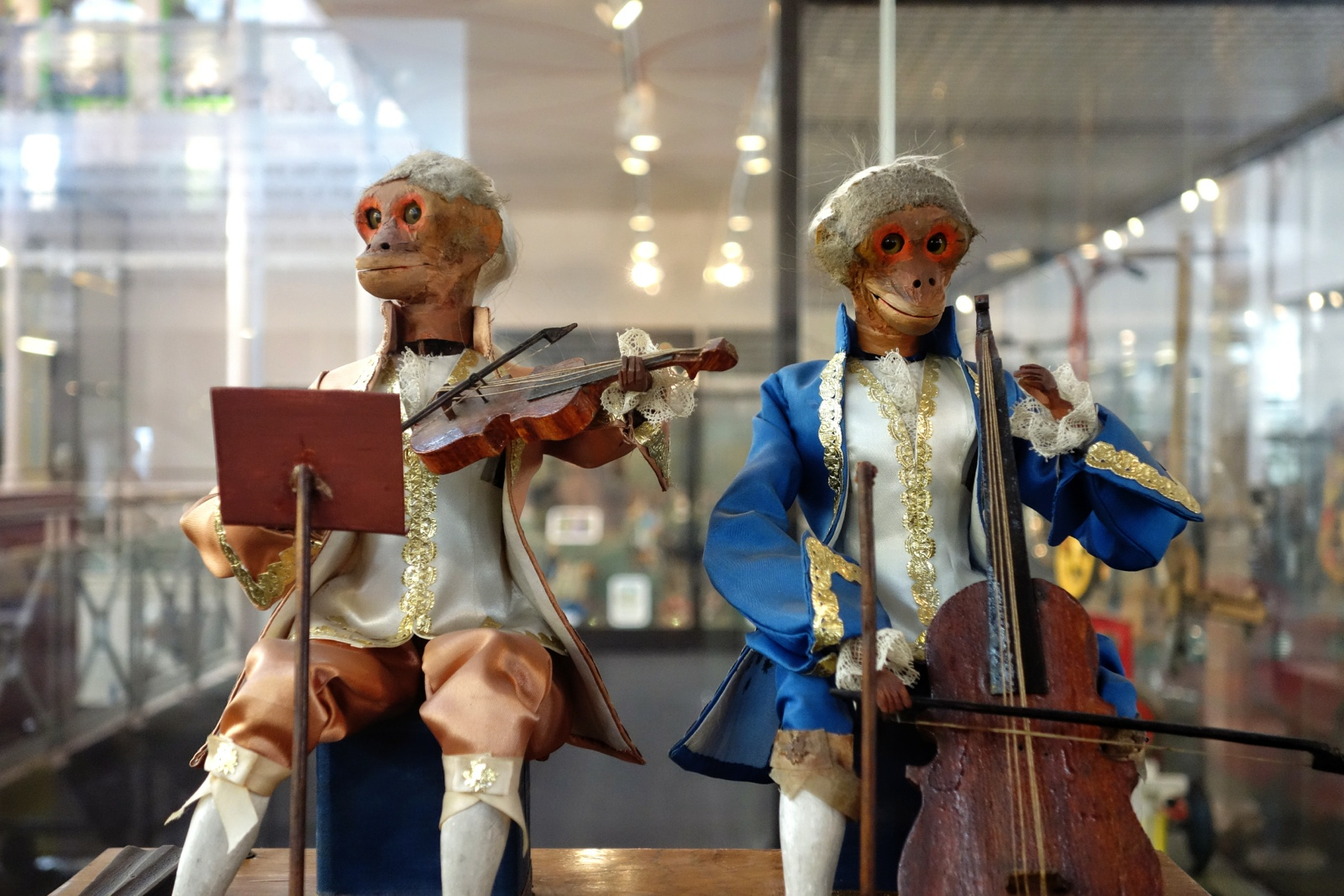
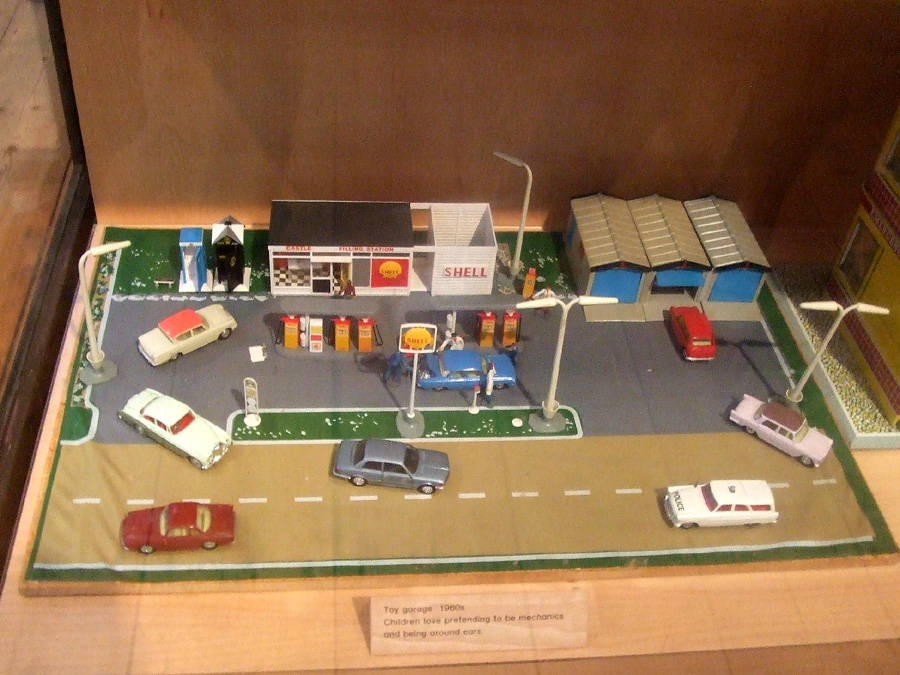
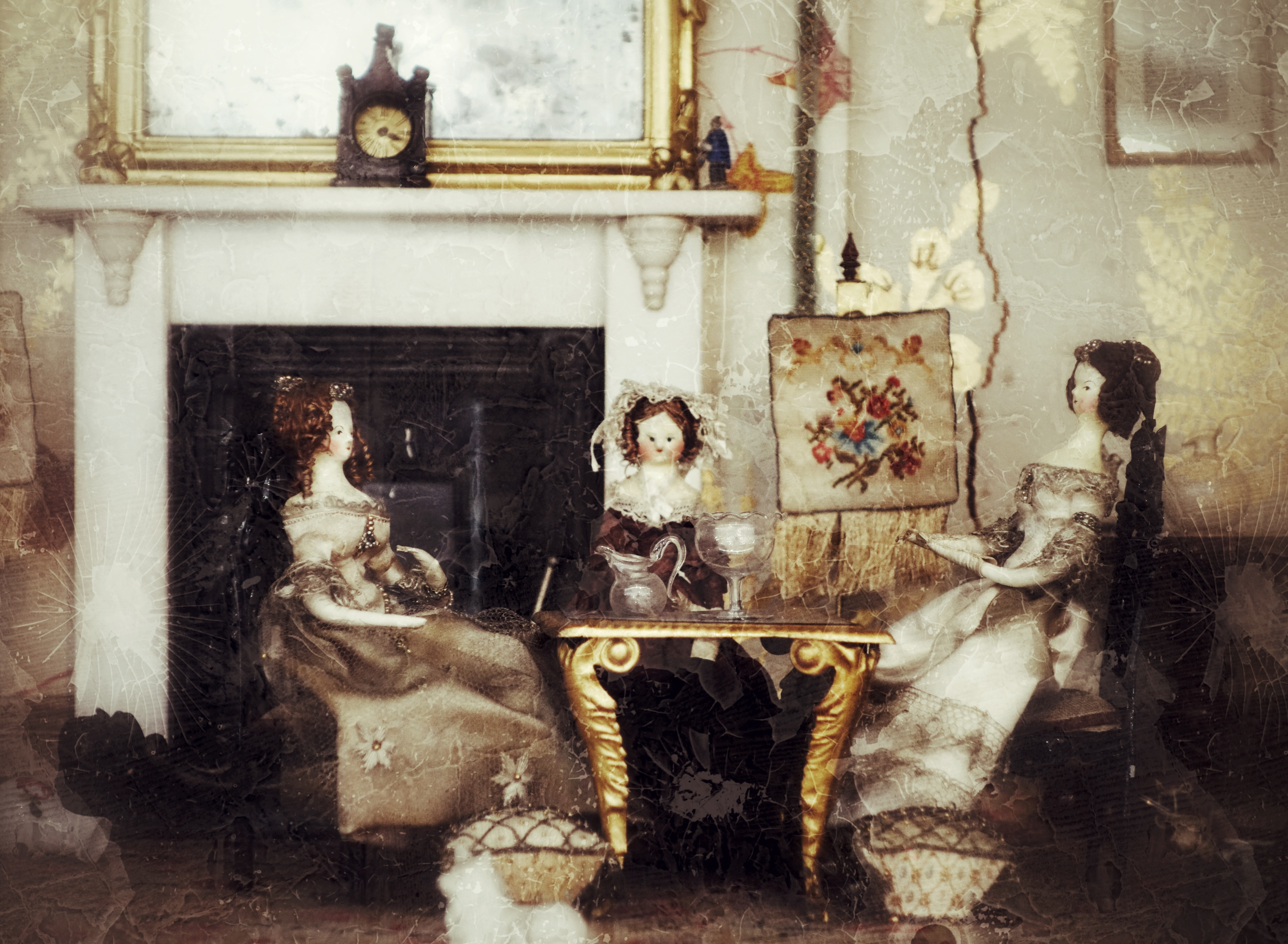
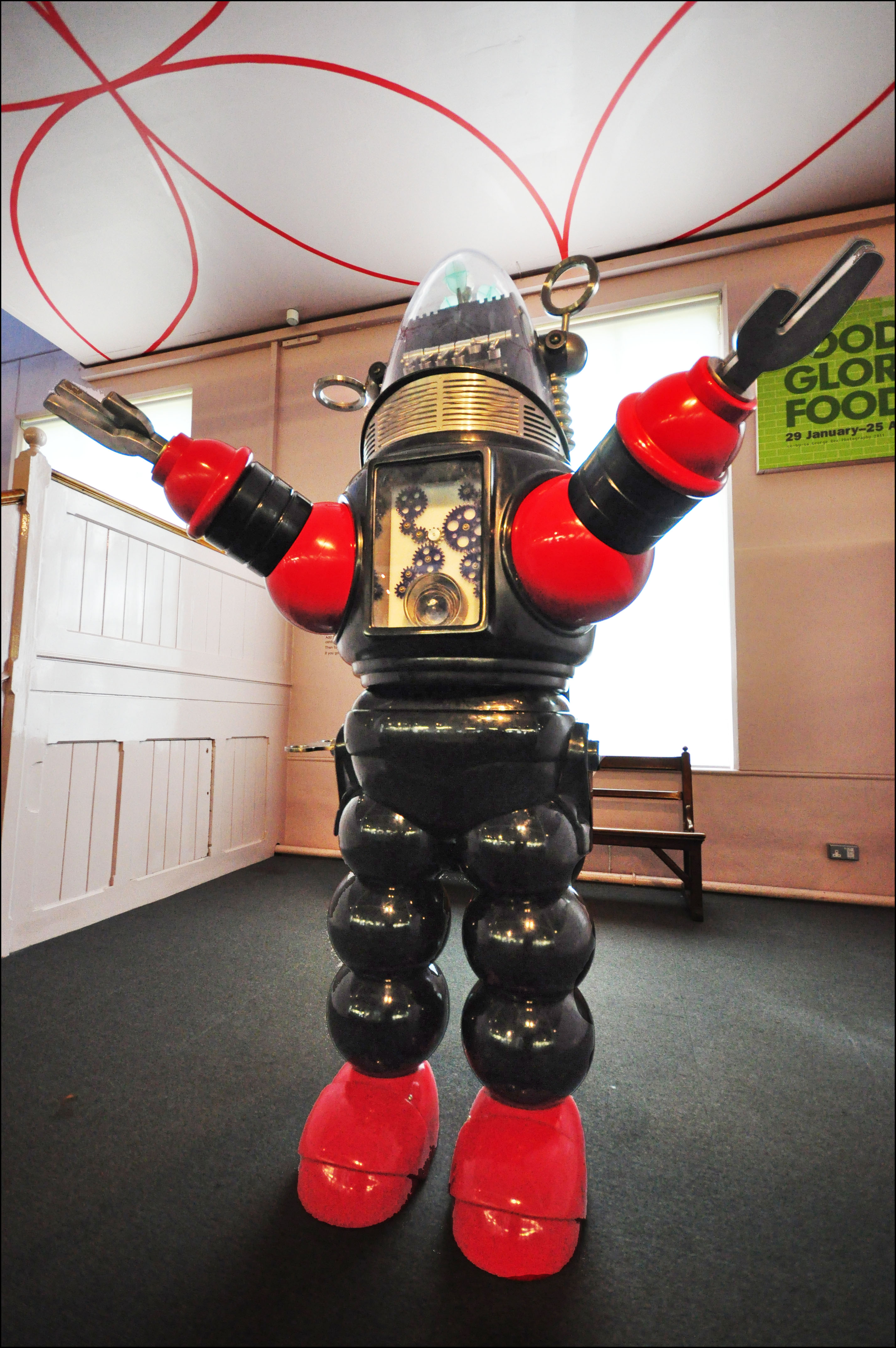
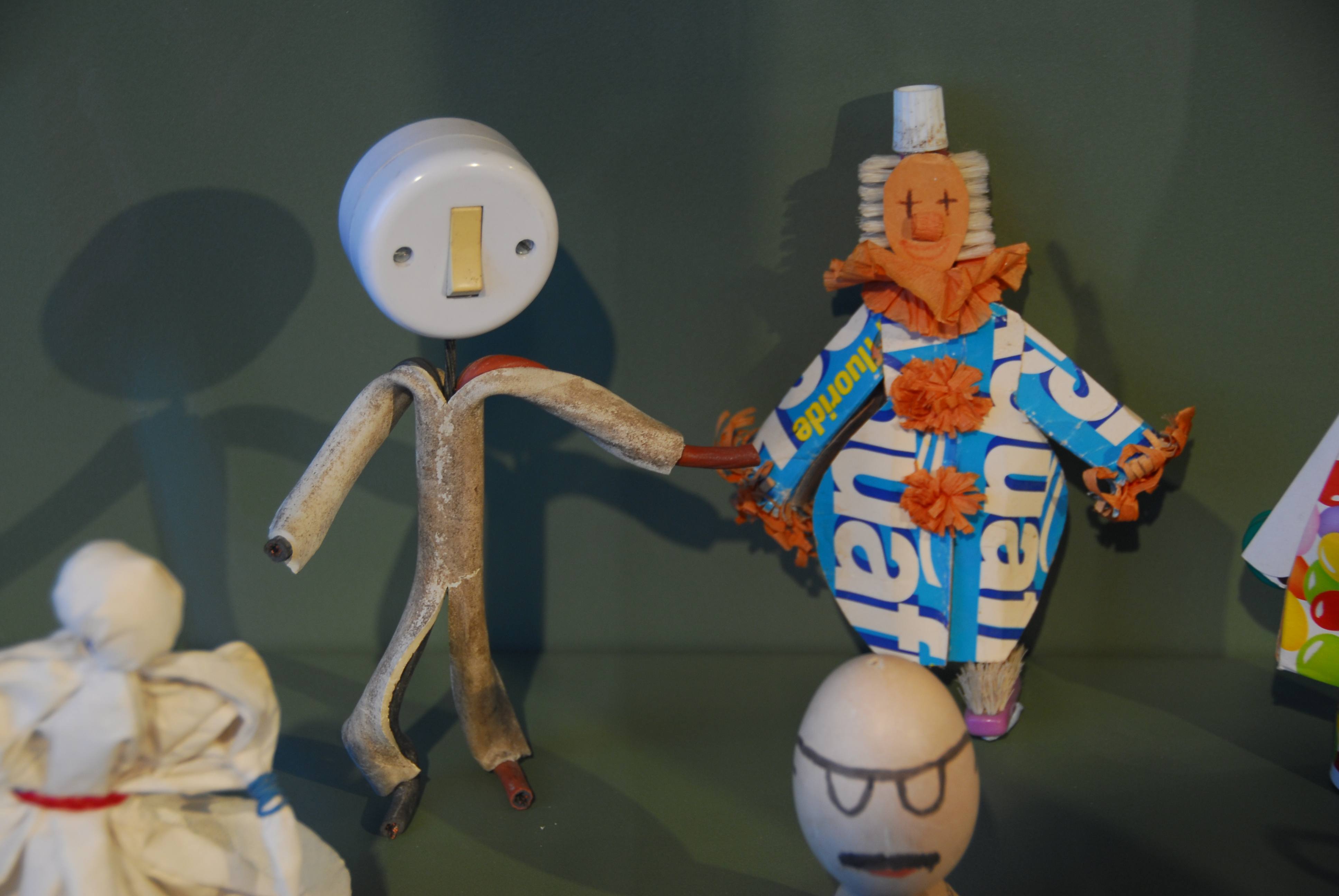
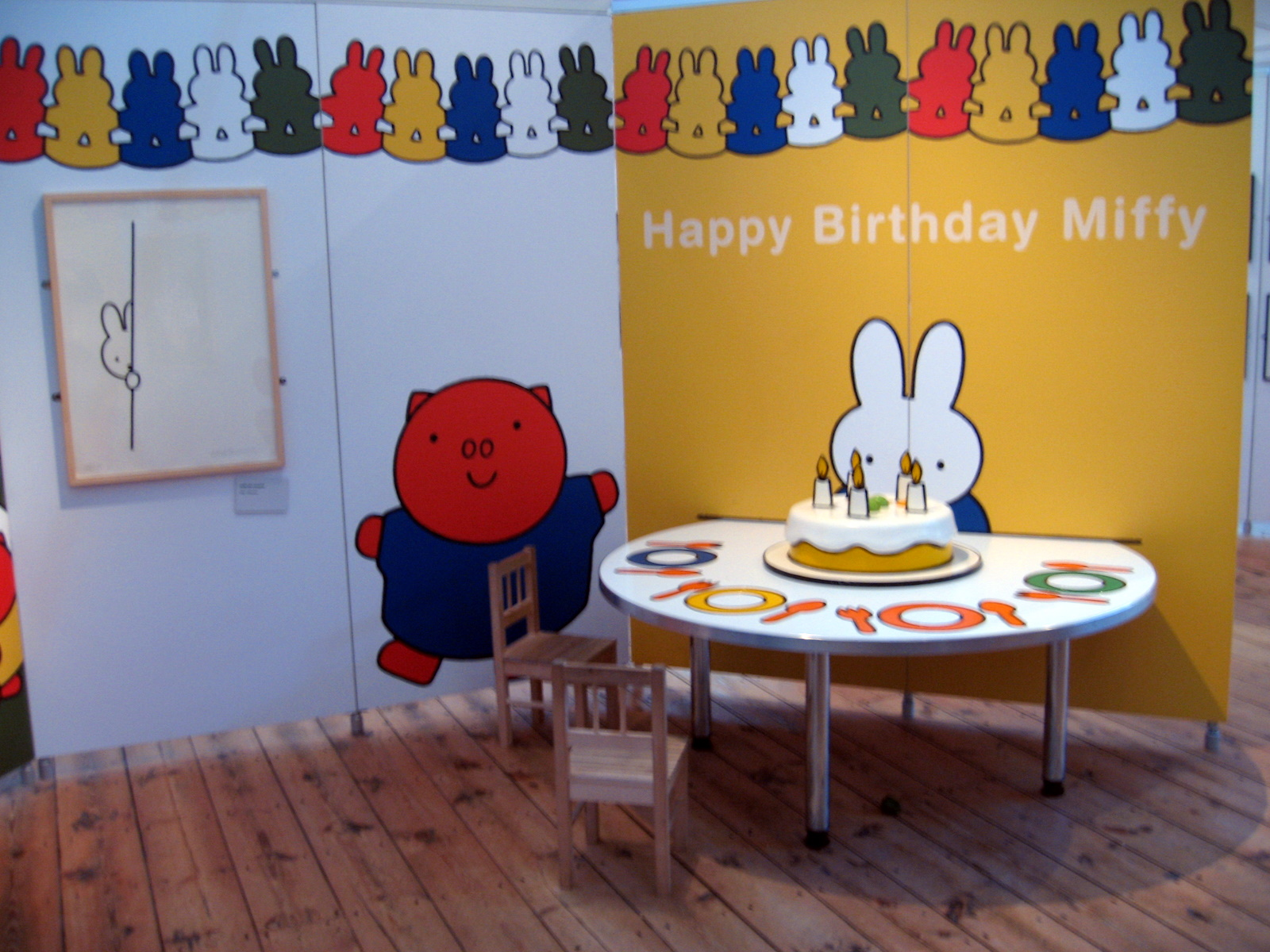
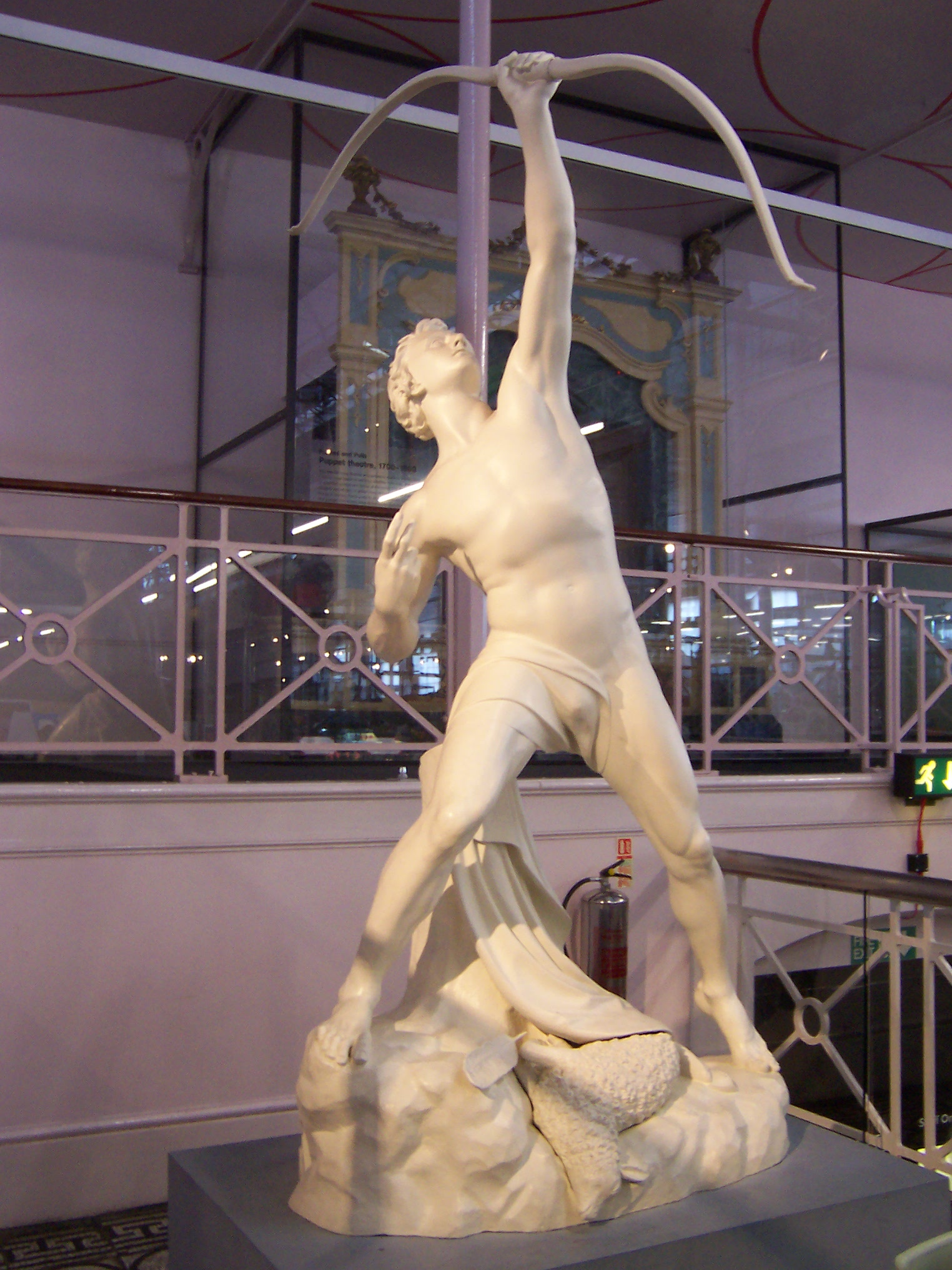

Музей детства имеет два этажа, экспонаты размещаются в четырёх галереях, каждая из которых разделена на секции. В дополнение к постоянной экспозиции, ещё проводятся временные тематические выставки, среди последних, например, «Подросток. Нож. Преступление», «Современное британское детство», «Военные игры». Свои объекты Музей детства также экспонирует и в других британских и зарубежных музеях.
Галереи музея
- Галерея в гостиной

Экспозицию галереи составляют арт-проекты на тему детства — работы известных и молодых художников, как собственные, так и в сотрудничестве с общественностью.
- Галерея подвижных игрушек

Экспонаты галереи призваны давать детям знания из различных сфер: науки, дизайна, технологий. Среди них есть много интерактивных объектов, в частности кинетоскоп и зоотроп — оптические игрушки, которые считаются разновидностью подвижных, поскольку создают визуальные спецэффекты.
| «Тяни-Толкай»: В секции размещены игрушки, движение которых вызывается тем, что их элементы тянут или толкают: это может быть рука человека, механизм или сила природы (гравитация, магнетизм, ветер, тепло). «Пружины и Колёсики»: Экспозицию секции составляют разнообразные механические игрушки — инерционные, на пружине, с часовым механизмом. | «Электрические цепи и Моторы»: Игрушки этой секции двигаются с помощью электрического тока — от батареек или сети. «Посмотрим»: Экспонаты секции — игрушки, которые создают визуальные эффекты: игровые консоли, волшебные фонари, стереоскопы, зоотропы и т. д. |

- Галерея творчества

В этой галерее маленькие посетители могут не только ознакомиться с экспозицией, но и поиграть: здесь отведено место для игры со строительными конструкторами, создана мультисенсорная зона. Также ежедневно проводятся занятия по декоративно-прикладному искусству.
| «Малыши»: Кроме многочисленных предметов ухода за младенцами и развлечений для них, в секции также представлены и игрушечные аналоги этих вещей — многим детям нравится играть роль «заботливых родителей». «Дом»: Экспозицию секции составили кукольные дома и инвентарь для них. «Что мы надеваем?»: Экспонаты секции — детская одежда и обувь за последние 250 лет, вид которых претерпел наибольшие изменения в 1790-х, 1920-х и 1960-х годах. Посетители имеют возможность примерить на себя обувь разных эпох. | «Кем я буду?»: Экспонаты, представленные в секции, демонстрируют представление детей о своей будущей профессии и как они менялись в течение десятилетий. Здесь есть фигурки солдатиков и оружие, макеты больниц, игрушечные предметы быта и посуда. «Время развлечений»: Экспозиция секции содержит объекты, иллюстрирующие различные формы досуга детей: настольные и карточные игры, музыкальные инструменты, наборы для фокусов, вещи для отдыха на море и предметы, связанные с цирком. |

## Просветительская деятельность
С начала своего существования музей ведёт активную просветительскую деятельность. Для детей и их родителей организуются интерактивные семинары и мастер-классы, где они в игровой форме получают информацию о коллекции и выставках музея. В учебном центре проводятся занятия по изучению истории, искусства, дизайна, технологий. Музей тесно сотрудничает с учебными заведениями, больницами, один день в неделю его двери открыты только для детей со специальными образовательными потребностями. Вход в Музей детства свободный, главным источником финансирования его деятельности являются бюджетные средства, выделяемые Министерством культуры, медиа и спорта Великобритании.